# Banda del Río Salí
Banda del Río Salí is een plaats in het Argentijnse bestuurlijke gebied Cruz Alta (departement) in de provincie Tucumán. De plaats telt 64.591 inwoners.